# Lamus w Kalinówce Kościelnej
Lamus w Kalinówce Kościelnej – zabytkowy lamus w Kalinówce Kościelnej z II połowy XVIII wieku.

## Historia
Lamus został wybudowany jako budynek gospodarczy w II połowie XVIII wieku, posiada dwie kondygnacje, z podcieniami w obu kondygnacjach, z charakterystycznymi zastrzałami ciesielskimi przypominającymi arkady. Jest przykładem znakomitej wiejskiej architektury drewnianej. 
W roku 1927 budynek przeszedł gruntowny remont. Wówczas obrócono go o 90 stopni. Po II wojnie światowej pełnił funkcję mieszkalną, gdy w bocznych ścianach wycięto otwory na okna. Ówcześni mieszkańcy lamusa doprowadzili do jego pożaru. Spłonęły dach i słupy. Dwukrotnie remontowany z zachowaniem pierwotnego kształtu. Obecnie w budynku mieści się ekspozycja Izby Regionalnej, czyli małe muzeum stworzone dzięki mieszkańcom Kalinówki Kościelnej, którzy podarowali eksponaty. 